# ハイパーループ

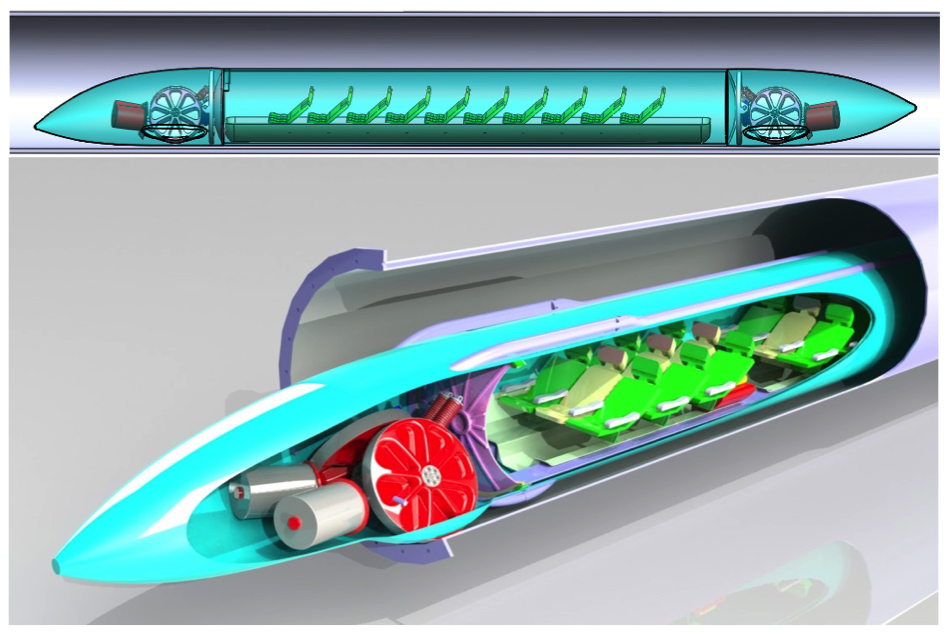
ハイパーループの想像図

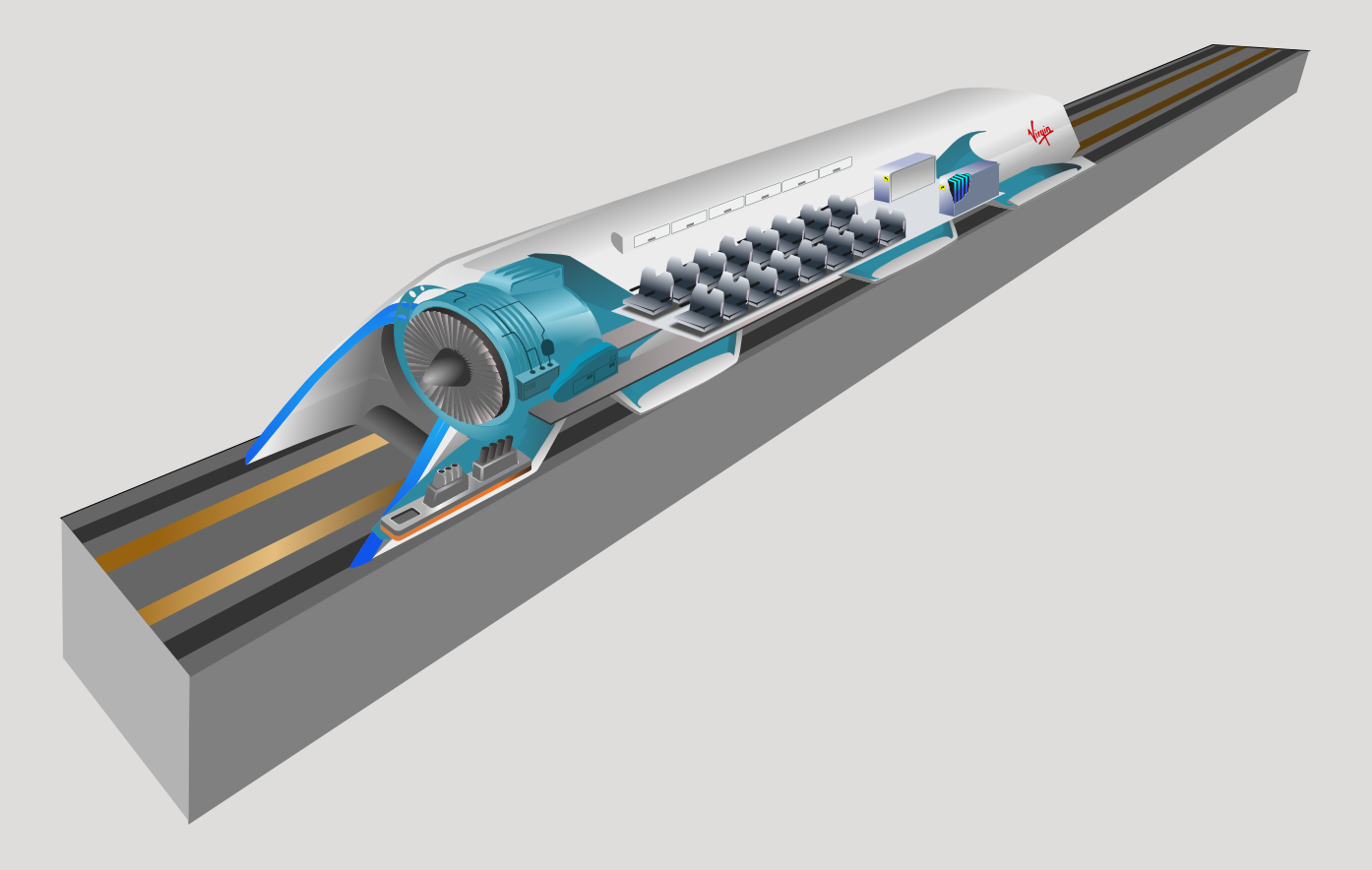
空気推進型の想像図

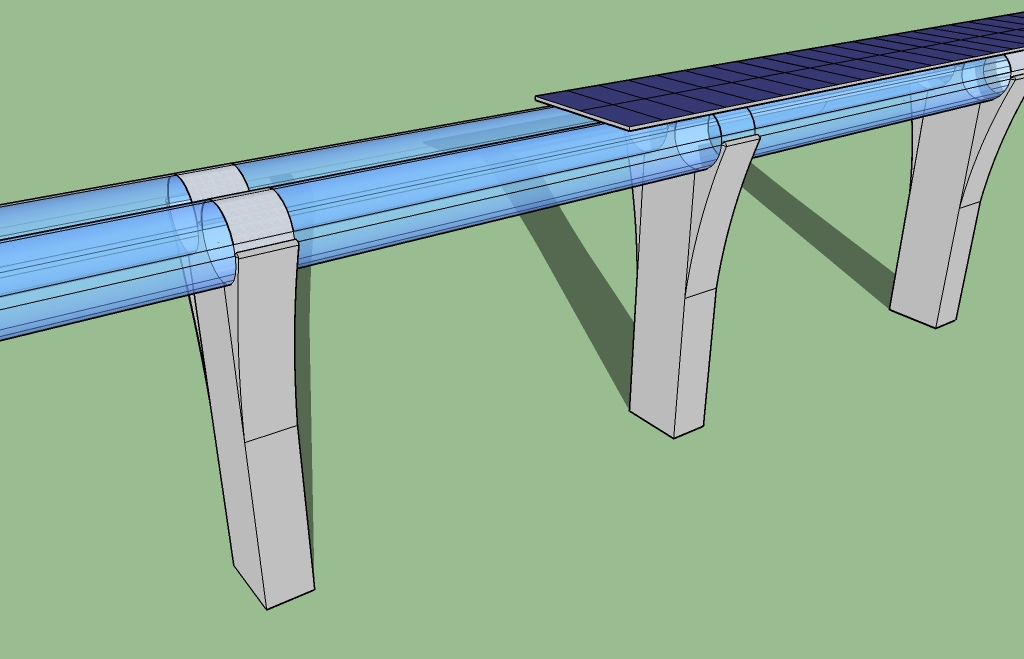
チューブレールのイメージ

ハイパーループ（英: Hyperloop）は、アメリカ合衆国の実業家のイーロン・マスクが発表した真空チューブ鉄道の構想である。2013年8月に公表された。
ハイパーループという語はテスラとスペースXの共同チームが公開したオープンソースの真空列車を説明する論文内で初めて使用された。

## 概説
ハイパーループは、密閉または低気圧のチューブ内を乗車用ポッドが空気抵抗や摩擦を受けずに走行する交通手段である。既存の高速鉄道と比較してエネルギー効率が高く、超音速で人や物を運ぶことができる可能性がある。これが実現すれば、約1,500キロメートル (930マイル) 以下の距離を列車や飛行機で移動する場合に比べて、移動時間を短縮できる可能性がある。
サンフランシスコとロサンゼルスを結ぶカリフォルニア高速鉄道の計画（総工費約700億ドル）が、イーロンには建設コストが高過ぎて遅過ぎるうえに実用的でないとの認識があり、その代案としてハイパーループを提案した。
真空列車の概念自体は1904年にロバート・ゴダードによって最初に提案された。減圧されたチューブ内を高速で列車を運行するという概念は1970年代にランド研究所の物理学者であるロバート M.サルター (Robert M.Salter)がロサンゼルス-ニューヨーク間を21分で輸送するVery High Speed Transit System または VHSTという高速輸送システムを提案していた。
イーロン・マスクがハイパーループに初めて言及したのは2012年のことである。彼のアイデアは、エアベアリングが設置された減圧チューブ内を加圧された乗車カプセルがリニア誘導モーターと軸流式圧縮機で走行するものだった。
2013年8月に発表された「Hyperloop Alpha」は、ロサンゼルス地域からサンフランシスコ・ベイエリアまで、州間高速道路5号線に沿って走るルートを提案・検討したものである。Hyperloop Genesisの論文では、350マイル (560 km) のルートを760マイル毎時 (1,220 km/h) の速度で乗客を運ぶハイパーループシステムを構想しており、移動時間は35分と、現在の鉄道や飛行機の移動時間よりもかなり速い。このLA-SFルートの予備的なコスト見積もりはホワイトペーパー内に記載されており、旅客のみのバージョンで60億米ドル、旅客と車両を輸送するやや大径のバージョンで75億米ドルである（交通アナリストの間では、この予算でシステムが構築できるかどうか疑問視されていた。一部のアナリストは、建設費、開発費、運営費を考慮すると数十億ドルの予算オーバーになると主張していた）。
ハイパーループのコンセプトは、マスクとスペースXによって積極的に「オープンソース化」されており、他の企業もそのアイデアを取り入れてさらに発展させるよう奨励されている。そのために、いくつかの企業が設立され、いくつかの学際的な学生主導のチームが技術の進歩に取り組んでいる。スペースXは、カリフォルニア州ホーソーンにある本社でポッドデザインコンペのために、全長約1マイル（1.6km）のテスト用チューブを建設した。
2023年2月現在、後述の技術的な課題などにより、自治体と組んだプロジェクトのほとんどは頓挫している。唯一残ったプロジェクトは、ラスベガスで計画されている、減圧を放棄した単なる電気自動車による地下トンネル移動のベガス・ループである。
韓国政府はハイパーチューブ（韓国型ハイパーループ）の開発を進めている。2025年には開発事業に本格着手し、2040年の導入を目指すとしている。

## 歴史
マスクは2012年7月、カリフォルニア州サンタモニカで開催されたPandoDailyのイベントで、「第5の輸送方式」のコンセプトを考えていることを初めて口にし、「ハイパーループ」と呼んだ。この仮説上の高速輸送方式は、「天候に左右されない」「衝突しない」「飛行機の2倍の速度」「低消費電力」「24時間稼働可能なエネルギー貯蔵 (energy storage for 24-hour operations.) 」などの特徴を持つという。
ハイパーループという名前が選ばれたのは、それが輪の中を進むからである。将来的にハイパーループは極超音速で走行できるようになるとマスクは考えている。2013年5月、マスクはハイパーループを「コンコルドとレールガンとエアホッケーのテーブルを掛け合わせたようなもの」と例えた。
理想的なハイパーループシステムは、既存の大量輸送方式よりもエネルギー効率が高く、静かで、自律的なものになるとしている。また、マスクは「人々が改善策を発見できるかどうか確認する」ためにフィードバックを募っている。ハイパーループ・ アルファはオープンソースで公開された。2017年4月4日には、「チューブ内物資の高速輸送」に適用されるワードマーク「HYPERLOOP」がスペースXにより発表された。

### 技術コンテスト
2015年6月、スペースXは自社のホーソーン施設の隣に長さ1マイル（1.6km）のテスト用チューブを建設すると発表した。このチューブは、コンペティションの中で応募されたポッドをテストするために使用されることになる。
2015年11月までに、いくつかの営利企業と数十人の学生チームがハイパーループ技術の開発を追求しており、ウォール・ストリート・ジャーナル紙は、無所属メンバーの一部が自称する「ハイパーループ・ムーブメント」は、公式にそれを始めた人よりも大きい集団になっていると断言している。
MITのハイパーループチームは、2016年5月13日にMIT博物館でお披露目された最初のハイパーループ用ポッドのプロトタイプを開発した。彼らのデザインは、浮揚するために電気力学的サスペンションと渦電流ブレーキを使用している。
2017年1月29日、ハイパーループポッドコンペティションのフェーズ1から約1年後の2017年1月29日、MITのハイパーループ用ポッドは世界初の低圧ハイパーループ走行を実証した。この第1回のコンペティションの中で、オランダのデルフト大学のチームが総合的に最高得点を獲得し、「最高の総合デザイン」賞を受賞した。｢最速ポッド」賞は、ドイツのミュンヘン工科大学（TUM）のWARR Hyperloopチームが受賞した。マサチューセッツ工科大学（MIT）のチームは、スペースXのエンジニアによって審査され、総合3位に入賞した。
第2回ハイパーループポッドコンペティションは2017年8月25日～27日に開催された。審査基準はトップスピードのみで、それに続いて減速に成功したことが条件となった。ミュンヘン工科大学のWARR Hyperloopは、最高速度324km/h（201マイル）を達成し、したがって、ハイパーループ・ワンが独自のテストコースで達成した310km/h（190マイル）というそれまでの記録を破ることで、競争に勝利した。
2018年7月には第3回目のハイパーループ用ポッドの競技会が開催された。ディフェンディング・チャンピオンであるミュンヘン工科大学のWARR Hyperloopチームは、走行中に最高速度457km/h（時速284マイル）を記録し、自身の記録を更新した。
2019年8月に行われた第4回大会では、ミュンヘン工科大学（現在はTUM Hyperloop（by NEXT Prototypes e.V.））のチームが再び優勝し、最高速度463km/h（時速288マイル）を記録して自己記録を更新した。

## 実用化に向けた開発

### ハイパーループ・トランスポーテーション・テクノロジーズ (HTT)
2016年3月10日にハイパーループ・トランスポーテーション・テクノロジーズ (HTT) はスロバキア政府と合意書に署名した。HTTはハイパーループ実現に向けて、カリフォルニア州中央部の州間高速道路5号線沿いの街、クエイ・バレーに5マイル（約8キロ）の試験走行トラックを建設。2018年を目処に旅客輸送を予定していた。カリフォルニアでの高速鉄道の建設費は650億ドルといわれているが、ハイパーループは60～70億ドルと予想される。

### ヴァージン・ハイパーループ
ハイパーループ・ワンは2016年5月11日にネヴァダ州で初の公開テストを実施して4秒間の走行で時速186kmを達成した。同年ラスベガスに初めての工場である「ハイパーループ・ワン・メタルワークス」を設立した。2017年に完成予定のプロトタイプ“Devloop”で使用する金属製のチューブなどの部品を製造する予定であった。
2017年10月12日、ヴァージン・グループ会長のリチャード・ブランソンは、ヴァージン・グループのハイパーループ・ワンへの投資を発表した。社名はハイパーループ・ワンからヴァージン・ハイパーループ・ワンに名称変更するとともに、リチャード・ブランソンが役員として参加するとされた。
2018年2月18日、リチャード・ブランソンはインド･ムンバイとプネーを結ぶハイパーループ・ワン路線を計画し、マハラシュトラ州政府との基本合意書に署名した。６か月以内に企業化調査を始め、2019年に着工、2021年末までに開通予定であった。
2020年11月10日、ヴァージン・ハイパーループが開発を進める高速輸送システム「ハイパーループ」が米ネバダ州ラスベガスで初の有人による試験運用を実施した。列車はDevLoop試験場で、自社の最高技術責任者（CTO）であるジョシュ・ギーゲルと旅客体験担当ディレクターのサラ・ルシアンを乗客として、時速172km（107マイル）の速度で走行した。
ヴァージン社は2030年にサービスの開始を予定しているとしていたが、2022年2月18日、ヴァージンはハイパーループを使った有人輸送を諦めて貨物輸送に専念し、半数の従業員を解雇すると報道された。同年11月には社名から"Virgin"を外し、ハイパーループ・ワン (Hyperloop One)とした。さらに2023年12月22日には事業閉鎖されたとの報道があり、本プロジェクトは断念されたとみられる。

## 現状と課題
綿密に調査を進めていくと様々な課題が浮上した。減圧した管内の維持に必要なエネルギー、車両へのエネルギーの供給（車載の蓄電池を使用する案があるものの、それでは不十分であることが判明）、減圧下での浮上高の維持、管内の放熱、高速走行時の空気抵抗（管の直径が不十分だと空気抵抗が増すことが判明）等、問題が浮上している。それらの課題の中には空気浮上、空気推進という当初の概念を維持する限り解決の目処の立たないものもある。さらに、数百キロにおよぶチューブ内での減圧維持のそもそもの実現性、およびチューブ破損時の車両におよぶ危険性などが指摘されている。
上述の理由により、従来進めてきた空気浮上を放棄してハイパーループ・トランスポーテーション・テクノロジーズ(HTT) は2016年5月9日、ローレンス・リバモア国立研究所 (LLNL) との間で、ハイパーループの浮上方式として同研究所のリチャード・ポスト博士により開発されたインダクトラック（磁気浮上式鉄道）方式を独占的に使用するライセンス契約を締結したことを発表した。
リニアモータを推進に使用する場合、トランスラピッドで使用されたような車上集電の不要な地上一次式リニア同期モータが想定される。その場合、軌道の全線に渡りリニアモータの界磁を配置しなければならず、車上一次式リニアモータと比較して建設費が高騰する要因となる。
チューブに鋼鉄のような磁性体の材料を使用した場合、浮上用の希土類磁石と十分な距離を離さなければ吸引力が生じて浮上に悪影響を与える可能性がある。また、チューブを金属製にした場合、走行時にリニアモータから生じる磁場で管壁に誘導電流が生じて、IH調理器のように発熱する可能性がある。